# Argyresthia spinosella
Argyresthia spinosella là một loài bướm đêm thuộc họ Yponomeutidae. Nó được tìm thấy ở châu Âu và Anatolia.

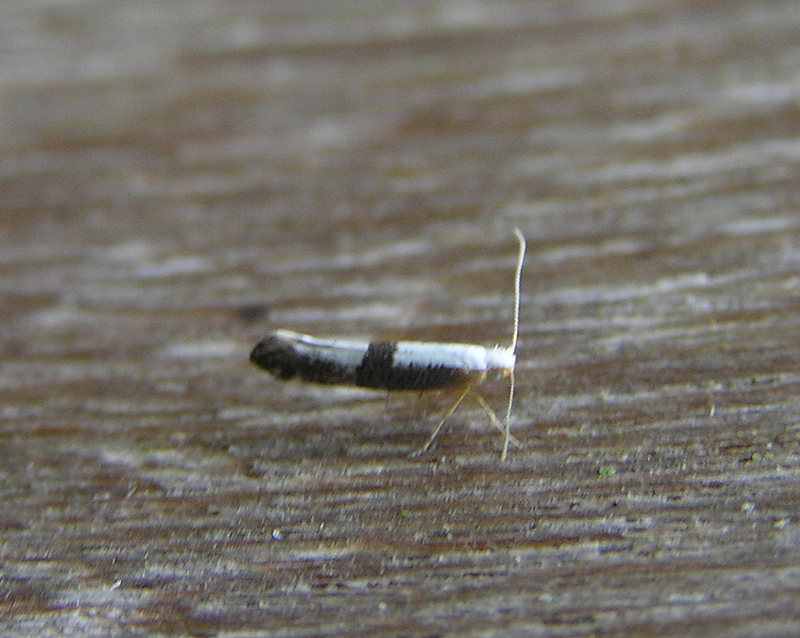

Sải cánh dài 9–11 mm. Con trưởng thành bay từ tháng 5 đến tháng 7. .
Ấu trùng ăn Prunus spinosa.

## Hình ảnh

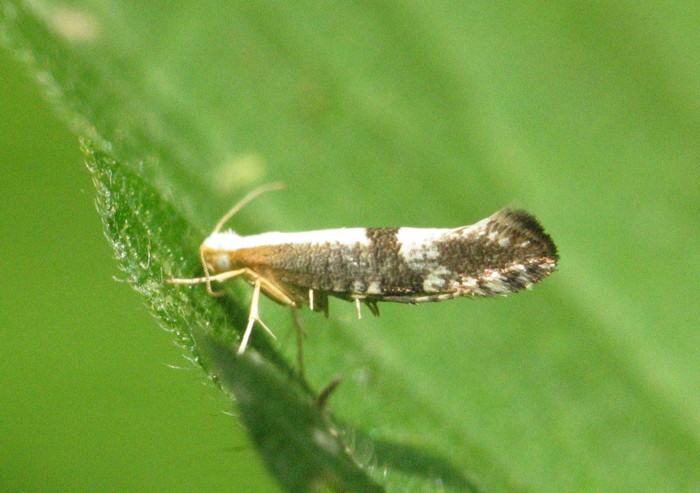
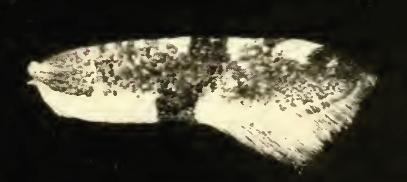
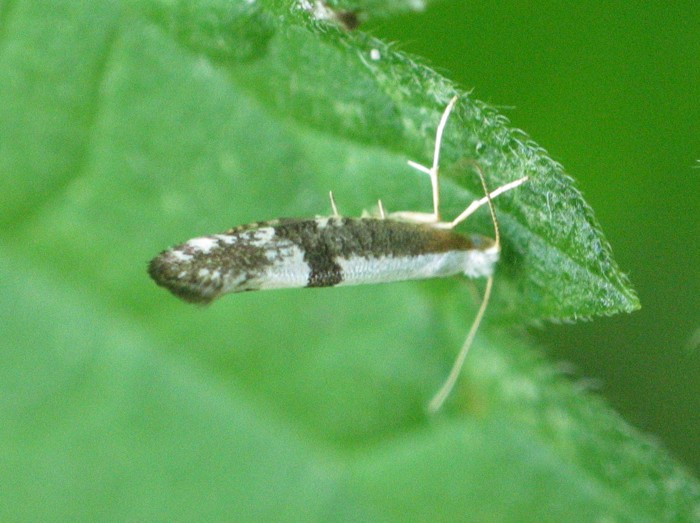
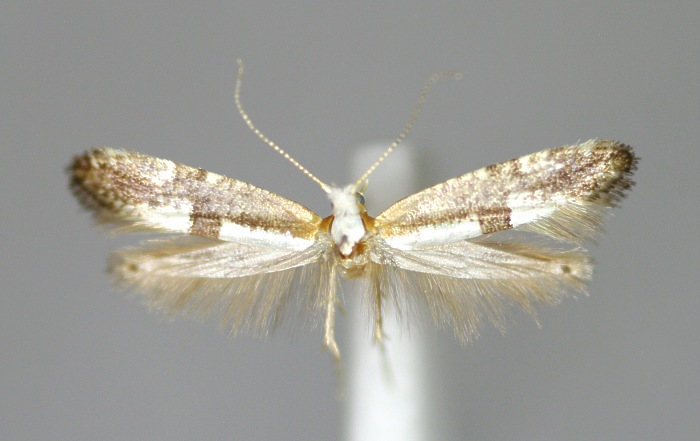